# 三浦有為子
三浦 有為子（みうら ういこ、1973年2月14日 - ）は、日本のテレビドラマ脚本家。東京都出身。女子学院高等学校、早稲田大学第一文学部文学科（英文学専攻）卒。

## 来歴
2002年の『2LDK』以降、『明日の記憶』や『FLOWERS -フラワーズ-』など数々の話題作を手掛ける。中でも『2LDK』で共同脚本・監督を務めた堤幸彦の作品に参加することが多い。また、『明日の記憶』では第30回日本アカデミー賞優秀脚本賞を受賞した。
2018年4月より株式会社PTA所属。

## 作品

### 映画
- 2LDK（2002年、堤幸彦と共同脚本）
- Jam Films「HIJIKI」（2002年）
- パローレ（2004年）
- 明日の記憶（2005年、砂本量と共同脚本）
- シナリオライター★松本マリコの課題（2005年）
- いちばんきれいな水（2006年）
- Little DJ〜小さな恋の物語（2007年、永田琴と共同脚本）
- Dear Friends（2007年、両沢和幸と共同脚本）
- FLOWERS -フラワーズ-（2010年、藤本周と共同脚本）
- サンゴレンジャー（2012年、高橋麻紀と共同脚本）
- 絶叫学級（2013年）
- truth～姦しき弔いの果て～（2022年1月）
- 僕のなかのブラウニー（2025年1月予定）

### テレビドラマ
- トリック2 第10話（2002年、出演のみ） - ロン毛のカップル 役[5]
- リアルストリート（2006年）
- 下北サンデーズ 第3公演・第4公演・第7公演・第8公演（2006年、いずれも河原雅彦と共同脚本）
- 37℃〜日本の恋愛温度を1℃上げよう!〜（2006年）
- 松本清張スペシャル 殺人行おくのほそ道（2007年）
- 藤子・F・不二雄のパラレル・スペース 第1話「値ぶみカメラ」・第5話「征地球論」（2008年、第5話のみ青池良輔と共同脚本）
- 夢をかなえるゾウ（連続ドラマ版） 第1話 - 第3話（2008年）
- ウォーキン☆バタフライ（2008年）
- さくら道（2009年）
- 妄想姉妹〜文學という名のもとに〜（2009年）
- 黄昏流星群 〜C-46星雲〜（2011年）
- よしもと情熱コメディ〜TVのウラ側で大騒ぎ!モンスターAD奮闘記〜 第1話（2012年）
- マルチ目線で恋したい!〜運命の出会いまで〜（2013年）
- イタズラなKiss〜Love in TOKYO（2013年）
- NHK大河ドラマ『八重の桜』 第三十六回「同志の誓い」・第三十九回「私たちの子ども」（2013年）
- ウルトラマンX 第19話「共に生きる」（2015年）
- ウルトラマンオーブ 第16話「忘れられない場所」・第19話「私の中の鬼」（2016年）
- ウルトラマンジード （2017年、シリーズ構成協力・脚本）
- ウルトラマンタイガ 第9話「それぞれの今」（2019年）
- おとなりに銀河（2023年、脚本）
- 佐原先生と土岐くん（2023年 - 2024年、構成・脚本）
- ウルトラマンアーク 第20話「受け継がれるもの」（2024年）[6]

### テレビアニメ
- かいじゅうステップ ワンダバダ（2019年、脚本）
- シルバニアファミリーシリーズ
  - シルバニアファミリー フレアのハッピーダイアリー（2022年、鈴森ゆみと共同シリーズ構成・鈴森ゆみ、篠塚智子と共同脚本）
  - シルバニアファミリー フレアのゴー・フォー・ドリーム!（2023年、シリーズ構成・脚本）
  - シルバニアファミリー フレアのピース・オブ・シークレット（2024年、シリーズ構成・脚本）

### Webドラマ
- 清く恋しく、美しく（2007年、Yahoo!動画）
- 革命ステーション5＋25（2009年、LISMO Video）
- TAKE BLUE（2011年、洋服の青山キャンペーンサイト内）
- シークレットガールズ（2011年 - 2013年、ちゃお・見参楽）

### 舞台
- 2LDK（2010年・青山円形劇場） 
  - 2LDK -2013-（2013年・俳優座劇場、演出兼任）
- GO-SUNS企画公演『文學青年』（2011年・シアターモリエール、演出兼任）
- リーディングシアター「アドレナリンの夜」（2015年・Zeppブルーシアター六本木）
- リーディングシアター「恋工場」（2016年・ベルサール渋谷ガーデンCホール、演出補兼任）

### 書籍
- 革命ステーション5＋25（2009年、幻冬舎文庫）
- 恐怖学校伝説（2012年、小学館ジュニア文庫）
- シークレットガールズ（2012年、小学館ジュニア文庫）
- さくら学院 5th Anniversary フォトブック「ever after」（2015年、アミューズ）
- 渋沢栄一が転生したらアラサー派遣OLだった件（2024年、クロスメディア・パブリッシング）